# Estação Ferroviária de Vilagarcía de Arousa
A Estação Ferroviária de Vilagarcía de Arousa é uma interface ferroviária da Linha Redondela-Santiago de Compostela e do Eixo Atlântico de Alta Velocidade, que serve a cidade de Vilagarcía de Arousa, na Galiza.